# Thione nigra
Thione nigra is een keversoort uit de familie kerkhofkevers (Monotomidae). De wetenschappelijke naam van de soort werd in 1921 gepubliceerd door Kess.